# (35958) 1999 LF4
1999 LF4 (asteroide 35958) é um asteroide da cintura principal. Possui uma excentricidade de 0.09570810 e uma inclinação de 6.11489º.
Este asteroide foi descoberto no dia 9 de junho de 1999 por LINEAR em Socorro.